# Гербек, Роберт Иосифович
Роберт Иосифович Ге́рбек (1907—1994) — советский артист балета, балетмейстер, балетный педагог.

## Биография
Родился 28 февраля (13 марта) 1907 года в Екатеринодаре (ныне Краснодар). После занятий в частной школе балета в 1930 году окончил вечернее отделение Ленинградский художественный техникум, ученик В. А. Семёнова, В. И. Пономарёва, А. В. Ширяева, А. М. Монахова.
В 1928—1929 годах в ансамбле И. Ф. Кшесинского исполнил партии: Альберт («Жизель» А. Адана), Зигфрид («Лебединое озеро» П. И. Чайковского), Юноша («Шопениана»); Феникс («Капризы бабочки» Н. С. Кроткова), Кули («Красный мак» Р. М. Глиэра); Люк («Волшебная флейта» Р. Дриго).
В 1930—1962 годах артист ЛАТОБ имени С. М. Кирова. Ведущий танцовщик, исполнитель игровых ролей, в том числе гротескового плана. Характерный и мимический артист большого темперамента и чёткого рисунка. Его творчеству близка эстетика хореодрамы, ему был свойственен интерес к театральной природе танца. Много выступал на эстраде с женой, Н. П. Сахновской (1908—1990).
В годы Великой Отечественной, в блокадном Ленинграде работал в балетной группе под руководством О. Г. Иордан, затем руководил танцевальным коллективом АПП ЛенВО.
Организатор и руководитель Ансамбля классического балета при Новгородской филармонии (1948—1979). Главный балетмейстер ЛТМК (1961—1971).
В 1954—1992 годах (с перерывами) преподавал дуэтный танец, народно-характерный танец, актёрское мастерство в ЛАХУ имени А. Я. Вагановой.
Умер 11 мая 1994 года. Похоронен в Санкт-Петербурге на Большеохтинском кладбище.

## Балетные партии
- «Раймонда» А. К. Глазунова — Абдерахман
- «Дон Кихот» Л. Ф. Минкуса — Эспада
- «Бахчисарайский фонтан» Б. В. Асафьева — Нурали, Гирей
- «Красный мак» Р. М. Глиэра — Ли Шанфу
- «Лауренсия» А. А. Крейна — Менго
- «Тропою грома» К. А. Караева — Герт
- «Тарас Бульба» В. П. Соловьёва-Седого — Тарас, Остап
- «Эсмеральда» Ц. Пуни — Клод Фролло
- «Гаянэ» А. И. Хачатуряна — Гико
- 1950 — «Шурале» Ф. З. Яруллина — Шурале

Первый исполнитель партий:
- 1937 — «Партизанские дни» Б. В. Асафьева (балетмейстер В. И. Вайнонен) — отец Керима
- 1938 — «Сердце гор» А. М. Баланчивадзе (балетмейстер В. М. Чабукиани) — Заал
- 1940 — «Ромео и Джульетта» С. С. Прокофьева (балетмейстер Л. М. Лавровский) — Тибальд
- 1945 — «Лебединое озеро» П. И. Чайковского (редакция Ф. В. Лопухова) — Ротбарт
- 1956 — «Спартак» А. И. Хачатуряна (балетмейстер Л. В. Якобсон) — Красс

## Балетные постановки
- 1961 — «Тема с вариациями» на музыку П. И. Чайковского (ЛМАТОБ)
- 1965 — «Алые паруса» В. М. Юровского (Татарский ГТОБ имени М. Джалиля)
- 1966, 1993 — «Фея кукол» Й. Байера (ЛТМК)

### Танцы
- «Гаянэ» А. И. Хачатуряна — курдский
- «Пламя Парижа» Б. В. Асафьева — баскский
- «Раймонда» А. К. Глазунова — чардаш

## Награды и премии
- Сталинская премия второй степени (1951) — за исполнение заглавной партии в балетном спектакле «Шурале» («Али-Батыр») Ф. З. Яруллина, поставленный на сцене ЛАТОБ имени С. М. Кирова
- заслуженный артист РСФСР (1954)
- медали